# Callosotomie

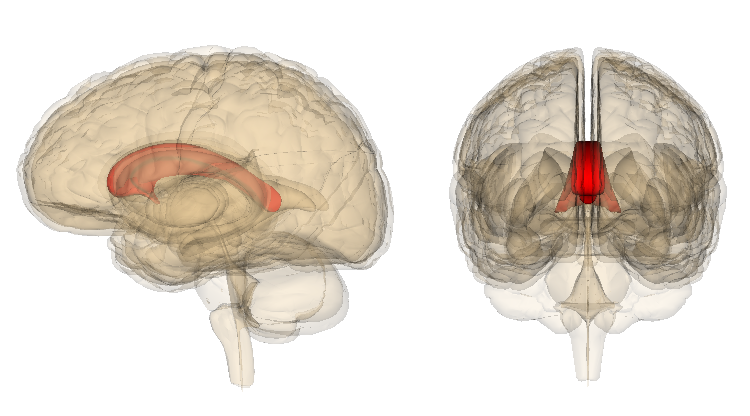
Corps calleux.

La callosotomie (ou « split-brain ») désigne en médecine une opération neurochirurgicale qui consiste en une résection partielle ou totale du corps calleux, reliant les deux hémisphères cérébraux. Cette opération chirurgicale est utilisée dans les épilepsies résistantes pour arrêter la diffusion et la synchronisation de l’activité épileptique d’un hémisphère cérébral à un autre par les voies de communication inter-hémisphérique (soit le corps calleux),,.

## Historique
Dans les années 1950, aux États-Unis, Roger Sperry a découvert que le sectionnement du corps calleux chez le singe n'avait aucun impact notable sur son comportement.
Cette absence de déficits chez l'animal au corps calleux sectionné a ainsi donné l'idée aux chirurgiens d'opérer certains patients dont les crises d'épilepsie sévères et fréquentes nuisaient à leur existence.

Le docteur William P. van Wagenen est le premier neurochirurgien à avoir étudié la procédure de la callosotomie chez des patients souffrant d'épilepsie. En collaboration avec Andrew J. Akelaitis, ils ont décrit quelques caractéristiques de « split-brain » dans les années 1960. Ils obtiennent finalement le prix Nobel de Roger W. Sperry en 1981. Les contributions de William P. Van Wagenen le placent comme l'un des pionniers fondateurs dans le traitement chirurgical des patients atteints d'épilepsie.
C'est en 1979, à l’initiative du Dr Guy Geoffroy, neurologue, que l’hôpital Sainte-Justine (à Montréal) est devenu le premier établissement hospitalier à réaliser chez l’enfant une callosotomie.

## Types d'opération
L'opération peut inclure soit la résection des deux tiers antérieurs du corps calleux (ou corpus callosum) pour éviter une déconnexion complète des hémisphères, soit l'entièreté du corps calleux (callosotomie totale).

## Indications

### Épilepsies pharmaco-résistantes
Elles concernent des patients dont le traitement médical n'a pas d'effet. En effet, ces derniers souffrent de crises atoniques (perte soudaine du tonus musculaire) ou toniques (augmentation soudaine du tonus musculaire) provoquant des chutes très invalidantes.

### Absence de foyer épileptogène défini
La callosotomie est conseillée pour des patients dont l'examen préopératoire révèle qu'il est impossible d'isoler une seule région épileptogénique.
Dans certains cas, l'ablation totale de la zone épileptogène peut ne pas être envisagée. D'une part, lorsque le foyer se situe dans une région importante (par exemple : motrice, visuelle, langagière) où la résection entraînerait des déficits neurologiques, et d'autre part, lorsque la résection risque d’entraîner des déficits cognitifs significatifs (langage, mémoire).
Quand les crises dont l'origine se trouve dans une région importante du cerveau, comme celle qui contrôle les fonctions du langage ou celles de la préhension manuelle, la résection de ces parties est impossible et une opération appelée transsection subpiale multiple est alors envisagée,.
Chez un enfant, si jamais le foyer épileptogène est situé, par exemple, dans l'aire de Broca (langage), les chirurgiens peuvent opérer. En effet, la plasticité du cerveau des enfants permet de se transformer et de s'adapter en fonction des circonstances. Si cette aire de Broca était située dans l'hémisphère gauche (pour un droitier), il se développera à nouveau dans l'hémisphère droit, ou inversement; l'enfant continuera de parler.

## Préopératoire
L’évaluation préopératoire comprend :
- un monitoring EEG vidéo pour lequel le patient doit séjourner plusieurs jours à l’hôpital pour que ses crises typiques soient enregistrées. Ainsi, le neurologue pourra établir le point d’origine dans le cerveau. En effet, l'épilepsie n'a pas de foyer de prédilection. Les crises peuvent démarrer de n'importe quel lobe ; tout dépend du patient ;
- l’imagerie par résonance magnétique (ou IRM) à haute définition permet de visionner en détail la structure du cerveau. Si l'IRM ne permet pas de déceler une malformation ou une lésion, on peut faire un examen complémentaire: le "TEP scan". Cette procédure consiste à injecter un produit au patient: le glucose marqué. Une fois injecté, il va s'accumuler dans le cerveau. Le cerveau étant l'organe qui consomme le plus de glucose dans notre corps. Les foyers épileptiques ont cette caractéristique de consommer trop peu de glucose à cause de leur mauvais fonctionnement. On détecte alors une zone susceptible d'être de le foyer épileptique. Pour confirmer que cette zone est bien l'origine des crises, on implante des électrodes au niveau du cerveau. Ainsi, on détermine avec précision le foyer épileptique[7],[8],[9]. ;
- bilan neuropsychologique ;

Ensuite, un neuropsychologue spécialisé en épilepsie évalue précisément les fonctions du cerveau : langage, mémoire, attention, etc.
- évaluation psychiatrique
La procédure préopératoire comporte également une consultation avec un psychiatre vu le risque élevé de dépression, d’anxiété et d’autres troubles psychiatriques chez les personnes souffrant d’épilepsie.

## Nature et caractéristiques de l'opération
L’opération dure environ six heures. L'anesthésiste place le patient sous anesthésie générale, qui requiert au préalable un jeûne de plusieurs heures. Une partie de sa tête est rasée. Une partie du cuir chevelu et de l’os sont enlevés et la dure-mère est repliée pour permettre aux chirurgiens de mieux visualiser le corps calleux. La totalité ou une partie du corps calleux est ensuite sectionnée.
Parfois la callosotomie est réalisée en deux parties :
- la première fois, on ne fait que sectionner le corps calleux aux deux tiers pour que les hémisphères puissent continuer à échanger des informations.
- une seconde opération est faite pour couper le reste si jamais les crises persistent.

## Postopératoire
Après l’opération, l’os est remis en place et le cuir chevelu est suturé. Ensuite, le patient passe quelques heures  en salle de réveil, jusqu’à ce que l’anesthésie n'ait plus d'effet. S'ensuivra d'un à deux jours en soins intensifs et  une semaine de suivi à l’hôpital.

### Effets secondaires
Suivant les régions du cerveau touchées et l'étendue de l'opération, des effets secondaires peuvent survenir.
Certains effets sont temporaires, c'est-à-dire qu'ils disparaissent d'eux-mêmes, par exemple un engourdissement du cuir chevelu, de la fatigue, des nausées, des maux de tête, une dépression. Parfois, on détecte des défaillances concernant la mémoire, une vision troublée ou encore des difficultés à s'exprimer. Il arrive que ces effets persistent mais cela reste très rare.
La callosotomie totale inclut un risque supplémentaire : le syndrome de déconnexion. c'est-à-dire que l'information ne circule plus d'un hémisphère à l'autre. Au plus le patient est âgé, au plus le risque que ce syndrome survienne augmente.
Pour éviter toute faiblesse ou perte de coordination, une thérapie par l'exercice peut s'avérer bénéfique pour le patient. D'ailleurs, des physiothérapeutes et des ergothérapeutes peuvent enseigner des exercices ; de même un orthophoniste peut être très utile si le langage a été touché.
La plupart des patients retrouvent un style de vie normal et peuvent reprendre leurs activités environ trois mois après l'opération.
Même si l'opération a été une réussite, il est important de continuer de prendre des antiépileptiques.
Chaque patient est différent, si bien que l'opération peut avoir des conséquences qui varient selon la région épileptogénique et l'origine des crises. On peut s'attendre à un contrôle total ou partiel des crises, parfois même à la diminution du traitement médicamenteux. Toutefois, il arrive que l'opération n'ait aucun effet significatif,.

## Risques
Chaque opération chirurgicale comprend des risques plus ou moins importants. En effet, des complications peuvent survenir dues à l'anesthésie, les hémorragies ou encore les infections.
Il arrive que certaines crises persistent, voire s'amplifient. Chez certains patients, on peut relever un manque de communication entre les deux hémisphères cérébraux ; cela peut entrainer des difficultés de coordination et/ou d'élocution. À la suite de l'opération, un œdème cérébral ou encore une méningite peut survenir.
Il se peut que le chirurgien endommage accidentellement un vaisseau sanguin ; cela entraîne un accident vasculaire cérébral.
Le médecin doit, au préalable, avoir discuté avec le patient des risques possibles concernant l'intervention,.